# ابو رمانه
ابو رمانه (به عربی: أبو رمانة) یک منطقهٔ مسکونی در سوریه است که در دمشق واقع شده‌است. ابو رمانه ۶٬۴۲۱ نفر جمعیت دارد.